# Grossier
Een grossier is een persoon die, of een groothandelsbedrijf dat goederen in grote partijen inkoopt en deze als tussenhandelaar doorverkoopt aan detailhandels of professionele grootverbruikers, zoals horecabedrijven of verzorgingshuizen.
Een grossier koopt meestal kant-en-klare goederen in op de binnenlandse markt, en heeft gewoonlijk een assortiment dat één bepaalde goederengroep, zoals kruidenierswaren, vertegenwoordigt.
In economische zin levert een grossier zowel voordelen op voor fabrikanten, die grote hoeveelheden tegelijk kunnen afzetten bij enkele afnemers, als voor detailhandelaren, die bij één leverancier vele verschillende soorten goederen van diverse merken kunnen afnemen. Nadelen ontstaan als er ten opzichte van fabrikanten een monopsonie of oligopsonie ontstaat, waarbij de grossier een dusdanige machtspositie verwerft dat hij de prijs kan bepalen, of wanneer ten opzichte van detaillisten een monopolie of oligopolie ontstaat.
Het woord grossier komt van het Franse en gros met de betekenis in het groot, in grote hoeveelheden.
Het woord is aan inflatie onderhevig: Heel wat detailhandels in allerlei producten noemen zich grossier, om de indruk te wekken dat ze over grote hoeveelheden beschikken en dan dus wel goedkoop zullen zijn, terwijl ze in feite aan kleinverbruikers leveren.
In figuurlijke zin wordt het woord grossieren, vaak ironisch, toegepast om aan te geven dat iets in grote hoeveelheden ter beschikking wordt gesteld, bijvoorbeeld: Hij grossiert in mooie beloften.